# Mustapha Ousfane
Mustapha Ousfane, né le 6 août 1965 à Revin, est un footballeur professionnel français. Il a évolué au poste de milieu de terrain offensif du milieu des années 1980 au milieu des années 1990, puis il s'est reconverti en entraîneur de la fin des années 1997 à la fin des années 2010.

## Biographie
En février 2002, après deux semaines de stage au CTNFS de Clairefontaine, il est diplômé du brevet d'État d'éducateur sportif 2e degré (BEES 2).